# والتر شارف
والتر شارف (بالإنجليزية: Walter Scharf)‏ هو عازف بيانو وملحن أمريكي، ولد في 1 أغسطس 1910 في نيويورك في الولايات المتحدة، وتوفي في 24 فبراير 2003 في برينتووود في الولايات المتحدة بسبب نوبة قلبية.

## وصلات خارجية
- والتر شارف على موقع IMDb (الإنجليزية)
- والتر شارف على موقع ميوزك برينز (الإنجليزية)
- والتر شارف على موقع تيرنر كلاسيك موفيز (الإنجليزية)
- والتر شارف على موقع أول موفي (الإنجليزية)
- والتر شارف على موقع قاعدة بيانات برودواي على الإنترنت (الإنجليزية)
- والتر شارف على موقع قاعدة بيانات الأفلام السويدية (السويدية)
- والتر شارف على موقع أول ميوزيك (الإنجليزية)
- والتر شارف على موقع ديسكوغز (الإنجليزية)
- والتر شارف على موقع قاعدة بيانات الفيلم (الإنجليزية)
- والتر شارف على موقع كينوبويسك (الروسية)